# Alamira mellea
Alamira mellea är en tvåvingeart som beskrevs av Borgmeier 1963. Alamira mellea ingår i släktet Alamira och familjen puckelflugor. Inga underarter finns listade i Catalogue of Life.